# Robert G. Albion
 (janvier 2020).
Le contenu est difficilement compréhensible vu les erreurs de traduction, qui sont peut-être dues à l'utilisation d'un logiciel de traduction automatique.
Robert Greenhalgh Albion (15 août 1896 à Malden, Massachusetts - 9 août 1983 à Groton, Connecticut) fut le premier professeur d'histoire océanique de Harvard et il inspira deux générations d'historiens de la mer aux États-Unis. Très respecté, il a souvent été qualifié de « doyen des historiens de la marine américaine[réf. nécessaire] ».

## Petite enfance et éducation
Albion est né en 1896 à Malden (Massachusetts), de James Francis Albion, ministre universaliste et d'Alice Marion Lamb. En 1904, la famille s'installe à South Portland (Maine). Albion y reste jusqu'à la mort de son épouse en 1975 .
Albion s’intéresse au journalisme et à la navigation maritime tout en étudiant les sciences économiques au Bowdoin College, où il obtient un baccalauréat en 1918. Il est membre de la société Phi Beta Kappa,. 
Après avoir servi en tant que sous-lieutenant dans l'armée d'infanterie à la fin de la Première Guerre mondiale
, il obtient son diplôme à l'Université de Harvard. Il obtient son diplôme de maîtrise en 1920 et termine son doctorat en histoire britannique en 1924 avec une thèse: Forests and Sea Power: The Timber Problem of the Royal Navy, forêts et puissance maritime: problème du bois de la Royal Navy. Publié en 1926, cet ouvrage était une étude très influente qui combinait ses intérêts pour les navires, l’histoire britannique et l’économie,.

## Carrière professionnelle
Il commence sa carrière d'enseignant à l'Université de Princeton en tant qu'instructeur d'histoire britannique en 1922 et donne un cours populaire d'histoire maritime, devenant professeur d'histoire, et doyen adjoint de la faculté. En 1923, il épouse Jennie Barnes Pope, qui collabore avec lui à plusieurs travaux. Après avoir écrit plusieurs ouvrages sur l'histoire militaire, il revient à l'histoire maritime avec The Rise of New York Port, 1815-1860 et Square Riggers on Schedule..
De 1943 à 1950, il est Assistant Director of Naval History, directeur adjoint de l'histoire de la marine et Historian of Naval Administration for the Department of the Navy, historien de l'administration navale pour le département de la marine. À ce poste, il supervise le travail de quelque 150 officiers de la marine, qui rédigent environ 200 études sur l'administration de la marine en temps de guerre. En 1948, le président Harry S. Truman lui décerne la Médaille présidentielle du mérite pour son travail dans l'histoire de la marine. Le secrétaire de la marine, James Forrestal encourage personnellement Albion à étudier l'histoire de la formulation de la politique navale américaine[réf. nécessaire]. À la suite de ceci, Albion finalement publie deux travaux importants:Forrestal and the Navy and Makers of Naval Policy, 1798-1947. Ce dernier très controversé au sein de la marine[réf. nécessaire] est longtemps retardé dans sa publication.
En 1948, il est nommé premier Gardiner Professor of Oceanic History and Affairs, professeur Gardiner d'histoire et d'affaires océaniques à l'Université de Harvard. Il y donne un cours très populaire de premier cycle intitulé "Histoire et affaires océaniques", qui devient plus tard "Histoire et affaires maritimes et navales", communément appelé "Boats". Il occupe ce poste jusqu'en 1963, date à laquelle il obtint le statut de Professeur émérite. John H. Parry lui succède à la présidence du Gardiner.
En 1955, Albion fonde et est le premier directeur du Frank C. Munson Institute of American Maritime History, à Mystic Seaport, programme d'études supérieures d'été dans lequel il forme et inspire plusieurs des plus grands historiens de la marine du pays,; il y enseigne régulièrement pendant vingt ans jusqu'à sa retraite en 1975. Albion a également été vice-président de la Naval Historical Foundation et membre du comité de rédaction du Journal of Economic History et de l' Américan Neptune,. Tard dans sa carrière, il enseigne à l'Université du Maine.
Albion a été pionnier dans l'utilisation de la télévision pour l'enseignement à distance. Il a enseigné sans problème pour le Harvard Polaris Program et a été professeur invité dans plusieurs universités entre 1964 et 1972, notamment à l'Université du Connecticut, à l'Université Emory, au Carleton College et au Bowdoin College.

## Fin de vie
Albion reste quatre ans au Groton Regency Convalescent Home de Groton, dans le Connecticut, où il décède à l'âge de 86 ans. Il n'a laissé aucun successeur immédiat. Il est enterré dans le cimetière Mount Pleasant, à South Portland.

## Travaux publiés
(janvier 2020).
- Forests and Seapower (1926, 1965, 2000)
- Introduction to military history (1929, 1971)
- Brief biographies in American history, avec Jennie Barnes Pope (1930)
- Brief biographies in modern history, par Jennie B. Pope, Helen B. Clark [et] Robert G. Albion. (1930)
- Brief biographies in ancient history, par Jennie B. Pope, M.A., Robert G. Albion, PH.D., Helen B. Clark, M.A. (1931)
- Brief biographies in medieval and early modern history, par Jennie B. Pope, M.A., Robert G. Albion, PH. D., et Helen C. Clark, M.A. (1931)
- Visualized early European history, par J.B. Pope ... édité par Robert G. Albion (1936)
- A history of England and the British Empire, par Walter Phelps Hall et Robert Greenhalgh Albion, avec la collaboration de Jennie Barnes Pope. (1937, 1946, 1971, 1984)
- Square-Riggers on Schedule (1938, 1965)
- The Rise of New York Port, 1815-1860, avec la collaboration de Jennie Barnes Pope (1939, 1961, 1970, 1984)
- Sea lanes in wartime: the American experience, 1775-1942, par Robert Greenhalgh Albion et Jennie Barnes Pope (1942, 1968)
- Seaports South of the Sahara: the achievements of an American steamship service, avec la collaboration de Jennie B. Pope (1959)
- Forrestal and the Navy, par Robert Greenhalgh Albion et Robert Howe Connery; avec la collaboration de Jennie Barnes Pope, préface par William T.R. Fox.
- Exploration and discovery, édité par Robert G. Albion (1965)
- Maritime and Naval History: An Annotated Bibliography 4e édition (1972)
- New England and the sea, par Robert G. Albion, William A. Baker [et] Benjamin W. Labaree. Marion V. Brewington, picture editor. (1972)
- The Atlantic world of Robert G. Albion, édité par Benjamin W. Labaree et une bibliographie des travaux de Robert G. Albion par Joan Bentinck-Smith; illustrations par William A. Baker (1975)
- Five centuries of famous ships: from the Santa Maria to the Glomar Explorer, avec une préface de Benjamin Labaree (1978)
- The Makers of Naval Policy, 1798-1947, édité par Rowena Reed (1980)
- A supplement (1971-1986) to Robert G. Albion’s Naval & maritime history, an annotated bibliography, fourth edition, par Benjamin W. Labaree (1988)

## Honneurs
En 1948, le Bowdoin College décerna à Albion un doctorat honorifique en lettres.
En 1975, des collègues et des étudiants d'Albion se sont réunis pour publier un livre en son honneur, The Atlantic World de Robert G. Albion. La préface indique: "L'année 1975 se termine un demi-siècle après la publication en 1926 de l'étude classique de Robert Greenhalgh Albion sur le problème de bois de marine anglaise, Forests and Sea Power. Pour marquer l’occasion et exprimer notre respect et notre affection pour son auteur, plusieurs de ses collègues et anciens étudiants proposent ce recueil d’essais (...). Comme Bob Albion lui-même, nous avons débuté nos carrières respectives avec d’autres spécialisations et abordons le sujet de l’histoire maritime comme un acte d’amour plutôt que par un devoir". Parmi les contributeurs figurent William A. Baker, Harold L. Burstyn, John H. Kemble, Benjamin W. Labaree, Archibald R. Lewis, Clark G. Reynolds, Jeffrey J. Safford, Edward W. Sloan III et Joan Bentinck-Smith.